# C/2001 Q4 (NEAT)
C/2001 Q4 (NEAT)  je komet, ki so ga odkrili v okviru programa NEAT 24. avgusta 2001.

## Lastnosti
Komet ima zelo nenavadno tirnico, ki je hiperbolična  in skoraj pravokotna na ekliptiko. Gibanje kometa je retrogradno.

Dolgo je bil v okolici južnega nebesnega pola. V letu 2004 je bil viden samo na južni polobli. Postajal je vse svetlejši, ko se je približeval prisončju. V začetku maja se je pričel gibati proti severu in je svoj vrhunec dosegel na severni polobli v letu 2004. Njegova največja svetlost je bila okoli magnitude 7,2. Soncu je bil najbliže na oddaljenosti 0,962 a.e. 15. maja 2004.